# Seven de España 2022 (Málaga)
El Seven de Málaga 2022 fue el tercer torneo de la Serie Mundial Masculina de Rugby 7 2021-22.
Se disputó entre el 21 y 23 de enero de 2022 en el Estadio Ciudad de Málaga en Málaga, España.

## Formato
Se dividen en cuatro grupos de cuatro equipos, cada grupo se resuelve con el sistema de todos contra todos a una sola ronda; la victoria otorga 3 puntos, el empate 2 y la derrota 1 punto.
Los dos equipos con más puntos en cada grupo avanzan a cuartos de final de la Copa. Los cuatro ganadores avanzan a semifinales de la Copa, y los cuatro perdedores a semifinales por el quinto puesto.
Los dos equipos con menos puntos en cada grupo juegan la challenge trophy.

## Equipos
| - Alemania - Argentina - Australia - Canadá | - Escocia - España - Estados Unidos - Fiyi | - Francia - Gales - Inglaterra - Irlanda | - Jamaica - Japón - Kenia - Sudáfrica |

## Fase de grupos
|  | Avanzan a cuartos de final. |

### Grupo A
| Pos | Países     | Partidos | Partidos | Partidos | Tantos | Tantos | Tantos | Pts |
| Pos | Países     | G        | E        | P        | PF     | PC     | DP     | Pts |
| --- | ---------- | -------- | -------- | -------- | ------ | ------ | ------ | --- |
| 1   | Sudáfrica  | 3        | 0        | 0        | 70     | 7      | +63    | 9   |
| 2   | Inglaterra | 2        | 0        | 1        | 24     | 60     | −36    | 7   |
| 3   | Escocia    | 1        | 0        | 2        | 24     | 51     | −27    | 5   |
| 4   | Fiyi       | 0        | 0        | 3        | 0      | 0      | 0      | 3   |

| 21 de enero | Inglaterra | 0 - 0 | Fiyi |  |  |

| 21 de enero | Sudáfrica | 27 - 7 | Escocia |  |  |

| 21 de enero | Inglaterra | 24 - 17 | Escocia |  |  |

| 21 de enero | Sudáfrica | 0 - 0 | Fiyi |  |  |

| 22 de enero | Fiyi | 0 - 0 | Escocia |  |  |

| 22 de enero | Sudáfrica | 43 - 0 | Inglaterra |  |  |

### Grupo B
| Pos | Países    | Partidos | Partidos | Partidos | Tantos | Tantos | Tantos | Pts |
| Pos | Países    | G        | E        | P        | PF     | PC     | DP     | Pts |
| --- | --------- | -------- | -------- | -------- | ------ | ------ | ------ | --- |
| 1   | Irlanda   | 3        | 0        | 0        | 67     | 26     | +41    | 9   |
| 2   | Australia | 1        | 1        | 1        | 59     | 22     | +37    | 6   |
| 3   | Alemania  | 1        | 1        | 1        | 48     | 36     | +12    | 6   |
| 4   | Japón     | 0        | 0        | 3        | 14     | 104    | −90    | 3   |

| 21 de enero | Irlanda | 33 - 14 | Japón |  |  |

| 21 de enero | Australia | 12 - 12 | Alemania |  |  |

| 21 de enero | Irlanda | 24 - 7 | Alemania |  |  |

| 21 de enero | Australia | 42 - 0 | Japón |  |  |

| 22 de enero | Japón | 0 - 29 | Alemania |  |  |

| 22 de enero | Australia | 5 - 10 | Irlanda |  |  |

### Grupo C
| Pos | Países         | Partidos | Partidos | Partidos | Tantos | Tantos | Tantos | Pts |
| Pos | Países         | G        | E        | P        | PF     | PC     | DP     | Pts |
| --- | -------------- | -------- | -------- | -------- | ------ | ------ | ------ | --- |
| 1   | Estados Unidos | 3        | 0        | 0        | 90     | 31     | +59    | 9   |
| 2   | Argentina      | 2        | 0        | 1        | 88     | 43     | +45    | 7   |
| 3   | España         | 1        | 0        | 2        | 64     | 66     | −2     | 5   |
| 4   | Jamaica        | 0        | 0        | 3        | 14     | 116    | −102   | 3   |

| 21 de enero | Estados Unidos | 19 - 14 | España |  |  |

| 21 de enero | Argentina | 31 - 7 | Jamaica |  |  |

| 21 de enero | Estados Unidos | 47 - 0 | Jamaica |  |  |

| 21 de enero | Argentina | 40 - 12 | España |  |  |

| 22 de enero | España | 38 - 7 | Jamaica |  |  |

| 22 de enero | Argentina | 17 - 24 | Estados Unidos |  |  |

### Grupo D
| Pos | Países  | Partidos | Partidos | Partidos | Tantos | Tantos | Tantos | Pts |
| Pos | Países  | G        | E        | P        | PF     | PC     | DP     | Pts |
| --- | ------- | -------- | -------- | -------- | ------ | ------ | ------ | --- |
| 1   | Francia | 2        | 0        | 1        | 91     | 41     | +50    | 7   |
| 2   | Canadá  | 2        | 0        | 1        | 50     | 62     | −12    | 7   |
| 3   | Gales   | 1        | 0        | 2        | 26     | 78     | −53    | 5   |
| 4   | Kenia   | 1        | 0        | 2        | 57     | 53     | +4     | 5   |

| 21 de enero | Kenia | 17 - 19 | Canadá |  |  |

| 21 de enero | Francia | 38 - 10 | Gales |  |  |

| 21 de enero | Kenia | 14 - 19 | Gales |  |  |

| 21 de enero | Francia | 38 - 5 | Canadá |  |  |

| 22 de enero | Canadá | 26 - 7 | Gales |  |  |

| 22 de enero | Francia | 15 - 26 | Kenia |  |  |

## Fase Final

### Definición 13° puesto
|  | Semifinal | Semifinal | Semifinal |         |       | 13° puesto | 13° puesto | 13° puesto |  |
|  |           |           |           |         |       |            |            |            |  |
|  |           |           |           |         |       |            |            |            |  |
|  | Kenia     | Kenia     | 17        |         |       |            |            |            |  |
|  | Kenia     | Kenia     | 17        |         |       |            |            |            |  |
|  | Japón     | Japón     | 26        |         |       |            |            |            |  |
|  | Japón     | Japón     | 26        |         | Japón | Japón      | 29         |            |  |
|  |           |           |           |         | Japón | Japón      | 29         |            |  |
|  |           |           | Jamaica   | Jamaica | 24    |            |            |            |  |
|  |           |           | Jamaica   | Jamaica | 24    |            |            |            |  |
|  |           |           |           |         |       |            |            |            |  |
|  |           |           |           |         |       |            |            |            |  |
|  |           |           |           |         |       |            |            |            |  |
|  |           |           |           |         |       |            |            |            |  |

### Definición 9° puesto
|  | Cuartos de final | Cuartos de final | Cuartos de final |          |         | Semifinales | Semifinales | Semifinales |  |        | Noveno puesto | Noveno puesto | Noveno puesto |  |
|  |                  |                  |                  |          |         |             |             |             |  |        |               |               |               |  |
|  |                  |                  |                  |          |         |             |             |             |  |        |               |               |               |  |
|  | Escocia          | Escocia          | 17               |          |         |             |             |             |  |        |               |               |               |  |
|  | Escocia          | Escocia          | 17               |          |         |             |             |             |  |        |               |               |               |  |
|  | Kenia            | Kenia            | 12               |          |         |             |             |             |  |        |               |               |               |  |
|  | Kenia            | Kenia            | 12               |          | Escocia | Escocia     | 10          |             |  |        |               |               |               |  |
|  |                  |                  |                  |          | Escocia | Escocia     | 10          |             |  |        |               |               |               |  |
|  |                  |                  | España           | España   | 24      |             |             |             |  |        |               |               |               |  |
|  | España           | España           | España           | España   | 24      | 31          |             |             |  |        |               |               |               |  |
|  | España           | España           |                  |          |         |             |             |             |  |        |               |               |               |  |
|  | Japón            | Japón            | 10               |          |         |             |             |             |  |        |               |               |               |  |
|  | Japón            | Japón            | 10               |          |         |             |             |             |  | España | España        | 34            |               |  |
|  |                  |                  |                  |          |         |             |             |             |  | España | España        | 34            |               |  |
|  |                  |                  | Gales            | Gales    | 5       |             |             |             |  |        |               |               |               |  |
|  |                  |                  | Gales            | Gales    | 5       |             |             |             |  |        |               |               |               |  |
|  |                  |                  |                  |          |         |             |             |             |  |        |               |               |               |  |
|  |                  |                  |                  |          |         |             |             |             |  |        |               |               |               |  |
|  |                  | Gales            | Gales            | 27       |         |             |             |             |  |        |               |               |               |  |
|  |                  |                  |                  | 27       |         |             |             |             |  |        |               |               |               |  |
|  |                  |                  | Alemania         | Alemania | 19      |             |             |             |  |        |               |               |               |  |
|  | Alemania         | Alemania         | Alemania         | Alemania | 19      | 48          |             |             |  |        |               |               |               |  |
|  | Alemania         | Alemania         |                  |          |         |             |             |             |  |        |               |               |               |  |
|  | Jamaica          | Jamaica          | 0                |          |         |             |             |             |  |        |               |               |               |  |
|  | Jamaica          | Jamaica          | 0                |          |         |             |             |             |  |        |               |               |               |  |
|  |                  |                  |                  |          |         |             |             |             |  |        |               |               |               |  |

### Definición 5° puesto
|  | Semifinal      | Semifinal      | Semifinal |         |                | 5° puesto      | 5° puesto | 5° puesto |  |
|  |                |                |           |         |                |                |           |           |  |
|  |                |                |           |         |                |                |           |           |  |
|  | Canadá         | Canadá         | 7         |         |                |                |           |           |  |
|  | Canadá         | Canadá         | 7         |         |                |                |           |           |  |
|  | Estados Unidos | Estados Unidos | 19        |         |                |                |           |           |  |
|  | Estados Unidos | Estados Unidos | 19        |         | Estados Unidos | Estados Unidos | 12        |           |  |
|  |                |                |           |         | Estados Unidos | Estados Unidos | 12        |           |  |
|  |                |                | Francia   | Francia | 28             |                |           |           |  |
|  | Francia        | Francia        | Francia   | Francia | 28             | 15             |           |           |  |
|  | Francia        | Francia        |           |         |                | 15             |           |           |  |
|  | Irlanda        | Irlanda        | 10        |         |                |                |           |           |  |
|  | Irlanda        | Irlanda        | 10        |         |                |                |           |           |  |
|  |                |                |           |         |                |                |           |           |  |

### Copa de oro
|  | Cuartos de final | Cuartos de final | Cuartos de final |           |            | Semifinales | Semifinales | Semifinales |           |              | Copa         | Copa         | Copa |  |
|  |                  |                  |                  |           |            |             |             |             |           |              |              |              |      |  |
|  |                  |                  |                  |           |            |             |             |             |           |              |              |              |      |  |
|  | Sudáfrica        | Sudáfrica        | 14               |           |            |             |             |             |           |              |              |              |      |  |
|  | Sudáfrica        | Sudáfrica        | 14               |           |            |             |             |             |           |              |              |              |      |  |
|  | Canadá           | Canadá           | 0                |           |            |             |             |             |           |              |              |              |      |  |
|  | Canadá           | Canadá           | 0                |           | Sudáfrica  | Sudáfrica   | 19          |             |           |              |              |              |      |  |
|  |                  |                  |                  |           | Sudáfrica  | Sudáfrica   | 19          |             |           |              |              |              |      |  |
|  |                  |                  | Australia        | Australia | 0          |             |             |             |           |              |              |              |      |  |
|  | Estados Unidos   | Estados Unidos   | Australia        | Australia | 0          | 7           |             |             |           |              |              |              |      |  |
|  | Estados Unidos   | Estados Unidos   |                  |           |            |             |             |             |           |              |              |              |      |  |
|  | Australia        | Australia        | 26               |           |            |             |             |             |           |              |              |              |      |  |
|  | Australia        | Australia        | 26               |           |            |             |             |             |           | Sudáfrica    | Sudáfrica    | 24           |      |  |
|  |                  |                  |                  |           |            |             |             |             |           | Sudáfrica    | Sudáfrica    | 24           |      |  |
|  |                  |                  | Argentina        | Argentina | 17         |             |             |             |           |              |              |              |      |  |
|  | Francia          | Francia          | Argentina        | Argentina | 17         | 5           |             |             |           |              |              |              |      |  |
|  | Francia          | Francia          |                  |           |            |             |             |             |           |              |              |              |      |  |
|  | Inglaterra       | Inglaterra       | 12               |           |            |             |             |             |           |              |              |              |      |  |
|  | Inglaterra       | Inglaterra       | 12               |           | Inglaterra | Inglaterra  | 17          |             |           | Tercer lugar | Tercer lugar | Tercer lugar |      |  |
|  |                  |                  |                  |           | Inglaterra | Inglaterra  | 17          |             |           | Tercer lugar | Tercer lugar | Tercer lugar |      |  |
|  |                  |                  | Argentina        | Argentina | 26         |             |             |             |           |              |              |              |      |  |
|  | Irlanda          | Irlanda          | Argentina        | Argentina | 26         | 5           |             |             | Australia | Australia    | 20           |              |      |  |
|  | Irlanda          | Irlanda          |                  |           |            |             |             |             | Australia | Australia    | 20           |              |      |  |
|  | Argentina        | Argentina        | 29               |           |            |             |             |             |           |              | Inglaterra   | Inglaterra   | 24   |  |
|  | Argentina        | Argentina        | 29               |           |            |             |             |             |           |              | Inglaterra   | Inglaterra   | 24   |  |
|  |                  |                  |                  |           |            |             |             |             |           |              |              |              |      |  |

| Bandera de Sudáfrica   |
| Campeón Sudáfrica      |
| 3º título del circuito |